# James Clarke (athlétisme)
Pour les articles homonymes, voir James Clarke (homonymie) et Clarke.
James Clarke (Bohola, 6 octobre 1874 - 29 décembre 1929) fut un ancien tireur à la corde britannique. Il a participé aux Jeux olympiques de 1908 avec l'équipe britannique de tir à la corde "Liverpool Police" et remporta une médaille d'argent.